# Howard Moss
Howard Moss (* 22. Januar 1922 in New York City; †  16. September 1987) war ein US-amerikanischer Dichter.

## Leben
Moss studierte an der University of Michigan. Als Dichter veröffentlichte er mehrere Werke. 1972 erhielt Moss den National Book Award für Selected Poems. Moss verstarb in New York City an einem Herzinfarkt.

## Werke (Auswahl)

### Poesie
- The Wound and the Weather (1946)

- The Toy Fair (1954)

- A Swimmer in the Air (1957)

- A Winter Come, A Summer Gone: Poems, 1946–1960 (1960)

- Finding Them Lost and Other Poems (1965)

- Second Nature (1968)

- Selected Poems (1971) – geteilter National Book Award for Poetry mit Frank O’Hara, The Collected Poems of Frank O’Hara[2]

- Buried City: Poems (1975)

- A Swim Off the Rocks -Light verse (1976)

- Rules of Sleep (1984)

### Theaterstücke
- The Folding Green (1958)

- The Oedipus Mah-Jongg Scandal (1968)

- The Palace at 4 A.M. (1972)

### Sonstige Werke
- The Magic Lantern of Marcel Proust (1963)

- Instant Lives & More (1972)

- Whatever is Moving (1981)

## Auszeichnungen und Preise (Auswahl)
- Hopwood Award

- 1972: National Book Award